# TER Bretagne
A TER Bretagne egy regionális vasúthálózat Franciaországban, a Bretagne régióban. Az összesen 39 vonalat alkotó hálózat 126 állomást szolgál ki, hossza 1381 km.

## Hálózat

### Vasút
| Járat                                   | Útvonal | Gyakoriság | Megjegyzés                           |
| --------------------------------------- | --- | ---------- | ------------------------------------ |
| 1                                       | Brest - Landerneau† - Landivisiau† - Morlaix - Plouaret-Trégor - Guingamp - Saint-Brieuc - Lamballe - Rennes                                                  |            |                                      |
| 2                                       | Quimper - Rosporden† - Quimperlé† - Lorient - Hennebont† - Auray† - Vannes - Questembert† - Redon - Messac-Guipry† - Rennes                                   |            |                                      |
| 3                                       | Quimper - Rosporden† - Quimperlé† - Lorient - Hennebont† - Auray† - Vannes - Questembert† - Redon - Saint-Gildas-des-Bois† - Pontchâteau† - Savenay† - Nantes |            |                                      |
| 4                                       | Rennes ... Redon ... Nantes (lásd TER Pays de la Loire 2-es vonal tulajdonságait)                                                                             |            |                                      |
| 5                                       | Lannion - Plouaret-Trégor - Guingamp - Saint-Brieuc - Lamballe - Rennes                                                                                       |            |                                      |
| 6                                       | Rennes ... Vitré |            |                                      |
| 9                                       | Rennes ... Châteaubriant |            |                                      |
| 11                                      | Brest ... Landerneau |            |                                      |
| 12                                      | Lorient - Hennebont - Brandérion - Landévant - Landaul-Mendon - Auray - Sainte-Anne - Vannes                                                                  |            |                                      |
| 13                                      | Saint-Malo ... Dol-de-Bretagne ... Montreuil-sur-Ille ... Rennes                                                                                              |            |                                      |
| 14                                      | Rennes ... Vitré ... Laval ... Le Mans (lásd TER Pays de la Loire 22-es vonal tulajdonságait)                                                                 |            |                                      |
| 15 (8)                                  | Rennes ... Messac-Guipry ... Redon |            |                                      |
| 16 (10)                                 | Saint-Brieuc ... Lamballe ... Rennes |            |                                      |
| 18                                      | Quimper - Rosporden - Bannalec - Quimperlé - Gestel - Lorient                                                                                                 |            |                                      |
| 19                                      | Vannes - Questembert - Malansac - Redon |            |                                      |
| 20                                      | Lannion - Plouaret-Trégor ... Guingamp ... Saint-Brieuc |            |                                      |
| 21                                      | Morlaix ... Plouaret-Trégor - Guingamp - Saint-Brieuc |            |                                      |
| 22                                      | Brest - Landerneau ... Morlaix |            |                                      |
| 23                                      | Roscoff ... Morlaix |            |                                      |
| 24 (17)                                 | Saint-Brieuc ... Lamballe ... Dinan ... Dol-de-Bretagne |            |                                      |
| 25                                      | Guingamp ... Paimpol |            |                                      |
| 25b                                     | Carhaix ... Guingamp |            |                                      |
| 31                                      | Brest - Landerneau - Dirinon - Pont-de-Buis - Châteaulin - Quimper                                                                                            |            |                                      |
| 32                                      | Auray - Belz-Ploemel - Plouharnel-Carnac - Les Sables-Blancs - Penthièvre - L'Isthme - Kerhostin - Saint-Pierre-Quiberon - Quiberon                           |            | csak nyáron, télen buszokkal pótolva |
| 33                                      | Caen ... Saint-Lô ... Folligny ... Dol-de-Bretagne ... Rennes (lásd TER Basse-Normandie 9-es vonal tulajdonságait)                                            |            |                                      |
| † Nem minden vonat áll meg az állomáson | |            |                                      |

### Busz
- Carhaix-Plouguer - Rosporden
- Vannes - Pontivy - Saint-Brieuc
- Lorient - Loudéac - Saint-Brieuc
- Fougères - Laval
- Rennes - Mont-Saint-Michel
- Rennes - Pontivy
- Lannion - Perros-Guirec
- Rosporden - Concarneau
- Quimper - Douarnenez
- Quimper - Bénodet - Fouesnant

## Állomások listája
| Név             | Ország        | Közigazgatási egység | Vasútvonal              | Szolgáltatások                                     | Kép |
| --------------- | ------------- | -------------------- | ----------------------- | -------------------------------------------------- | --- |
| Gare de Plestan | Franciaország | Plestan              | Párizs–Brest-vasútvonal | 16 Rennes - La Brohinière - St Brieuc TER Bretagne |     |

## Járművek
- 9 SNCF B 82500 sorozat
- 5 SNCF Z 9600 sorozat
- 19 SNCF Z 21500 sorozat
- 14 SNCF Z 27500 sorozat
- 19 SNCF X 2100 sorozat
- 15 SNCF X 73500 sorozat
- 8 SNCF Z 55500 sorozat